# کریستوفر لاگرانژ
کریستوفر لاگرانژ (انگلیسی: Christophe Lagrange؛ زادهٔ ۲۴ اکتبر ۱۹۶۶) بازیکن فوتبال اهل فرانسه است.
از باشگاه‌هایی که در آن بازی کرده‌است می‌توان به باشگاه فوتبال آنژه، باشگاه فوتبال سدان، باشگاه فوتبال لو آور، باشگاه فوتبال لانس، و باشگاه فوتبال سن-اتین اشاره کرد.